# Griffonia simplicifolia
Griffonia simplicifolia är en ärtväxtart som först beskrevs av Dc., och fick sitt nu gällande namn av Henri Ernest Baillon. Griffonia simplicifolia ingår i släktet Griffonia och familjen ärtväxter.  Griffonia simplicifolia är en typ av växt som återfinns i det vilda i delar av Västafrika. Inga underarter finns listade i Catalogue of Life.
Växtens fröer innehåller ämnet 5-hydroxitryptofan (5-HTP), en föregångsmolekyl till ämnet serotonin. Konsumtion av fröerna har visats kunna öka halterna av serotonin i blodet. Det har undersökts ifall växtens fröer kan ha inverkan på åksjuka, ångest, övervikt, insomni och nedsatt sexlust. Det finns begränsad vetenskaplig forskning för att stödja dessa användningar.